# Carlos Vereza
Carlos Vereza (Rio de Janeiro, 4 marzo 1939) è un attore brasiliano.

## Biografia
Nato da un pittore di affreschi e da un'infermiera, lavorò per diverso tempo in teatro, cimentandosi come attore drammatico ma anche come drammaturgo. Si impose al cinema svolgendo il ruolo da protagonista in Memórias do Cárcere, film biografico su Graciliano Ramos, che gli valse diversi premi. Recitò in numerose telenovelas, tra cui O Cafona, Adamo contro Eva e Duas caras.
Per decenni fu militante del Partito Comunista Brasiliano, ma nel 1990, dopo essere sopravvissuto a un grave incidente stradale che tra l'altro gli causò una riduzione dell'udito, aderì allo spiritismo.

## Vita privata
Dal 1976 al 1991 fu sposato con la collega Renata Sorrah. I due si lasciarono dopo qualche tempo; Vereza passò quindi a nuove nozze con un'altra donna, ma anche quest'unione si concluse allo stesso modo.

## Filmografia

### Cinema
- O Bravo Guerreiro, regia di Gustavo Dahl (1968)
- Massacre no Supermercado, regia di J.B. Tanko (1968)
- O Descarte, regia di Anselmo Duarte (1973)
- O Esquadrão da Morte, regia di Carlos Imperial (1975)
- Il fantasma del regime, regia di Sylvio Back (1976)
- Snuff, Vítimas do Prazer, regia di Cláudio Cunha (1977)
- Memórias do Cárcere, regia di Nelson Pereira dos Santos (1984)
- Os Cornos de Cronos, regia di José Fonseca e Costa (1991)
- Midnight (O Primeiro Dia), regia di Walter Salles e Daniela Thomas (1998)
- Aleijadinho - Paixão, Glória e Suplício, regia di Geraldo Santos Pereira (2000)
- Il cuore criminale delle donne (As Três Marias), regia di Aluizio Abranches (2002)
- Brasília 18%, regia di Nelson Pereira dos Santos (2006)
- Bezerra de Menezes: O Diário de um Espírito, regia di Glauber Filho e Joe Pimentel (2008)
- Mistéryos, regia di Beto Carminatti e Pedro Merege (2008)
- Um Homem Qualquer, regia di Caio Vecchio (2009)
- Diminuta, regia di Bruno Saglia (2018)